# Heinrich von Westerstetten

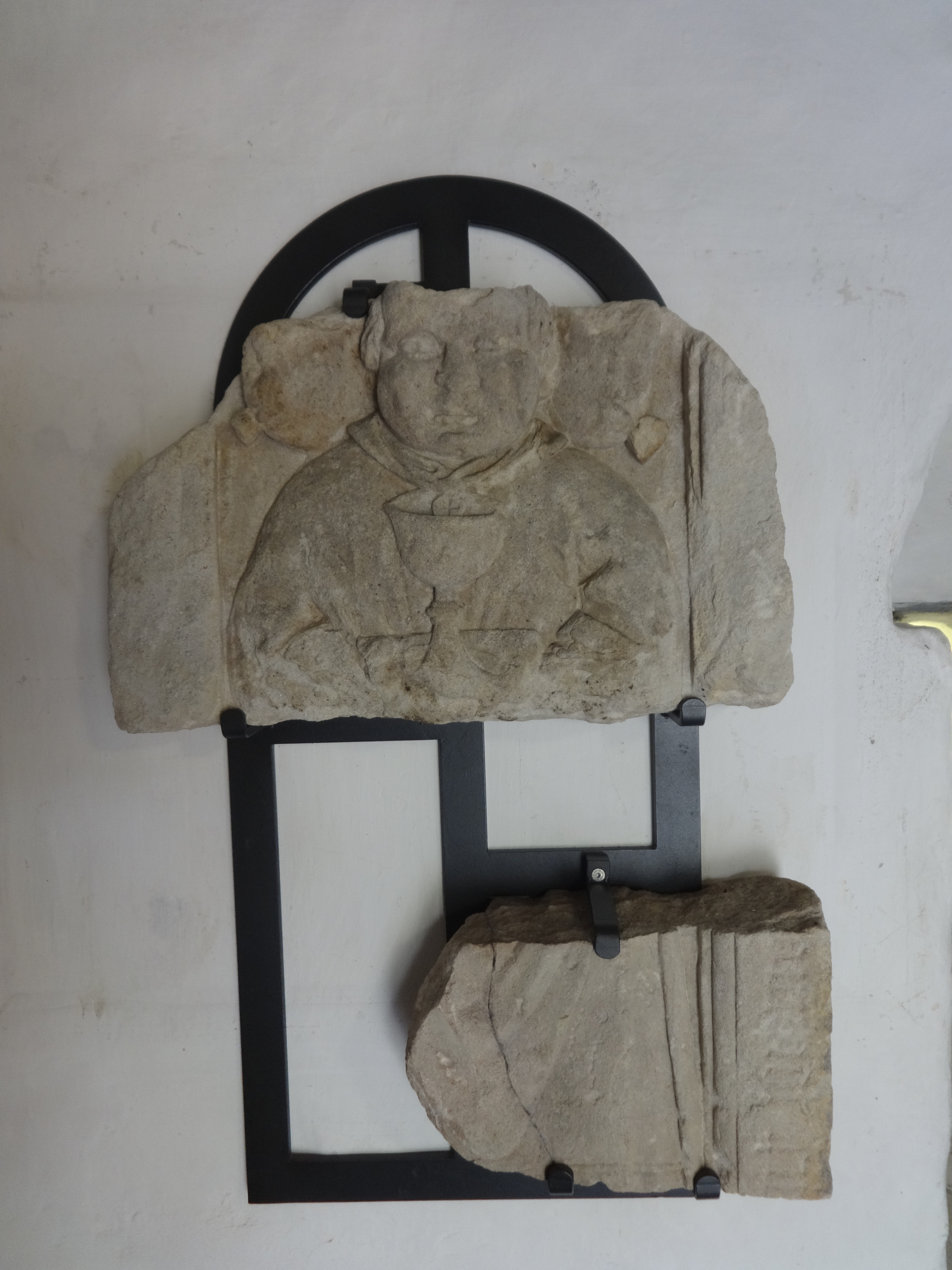
Torso im Turm der Pfarrkirche St. Martin Westerstetten, zeigt wahrscheinlich Heinrich von Westerstetten

Heinrich von Westerstetten (um 1355) war ein württembergischer Adliger, der unter anderem Güter in Gundremmingen besaß.

## Stiftung einer Kaplanei
1377 stifteten seine Töchter Agatha, Ursel und Anna eine Kaplanei, die „Magdalenenpfründe zu Westerstetten“ genannt wurde. Ihr verstorbener Vater hatte diese Stiftung bereits geplant, aber nicht durchführen können. Sie ließen die Magdalenenkapelle bauen, die an die damalige Pfarrkirche anstieß. Sie diente als Grablege der Ritter und der adeligen Kirchherren von Westerstetten. Sie wurde bereits 1462 wegen Baufälligkeit abgerissen. Dabei wurden die Kaplanei mit der Pfarrkirche verbunden und die Gräber vor den rechten Seitenaltar in der alten Kirche umgebettet, im Bereich der heutigen südlichen Seitenapside.
Beim Abriss der alten Kirche im Jahr 1717 wurde ein Grabstein für den Bau eines Backofens wiederverwendet und wurde dort 1880 von einem Maurer entdeckt. Der Grabstein stellt einen Geistlichen dar, dessen Kopf auf einem Kissen ruht und dessen Hand einen Kelch hält. In der Magdalenenkapelle wurde der dazugehörige Torso gefunden. Es handelt sich dabei möglicherweise um Heinrich von Westerstetten.

## Wappen

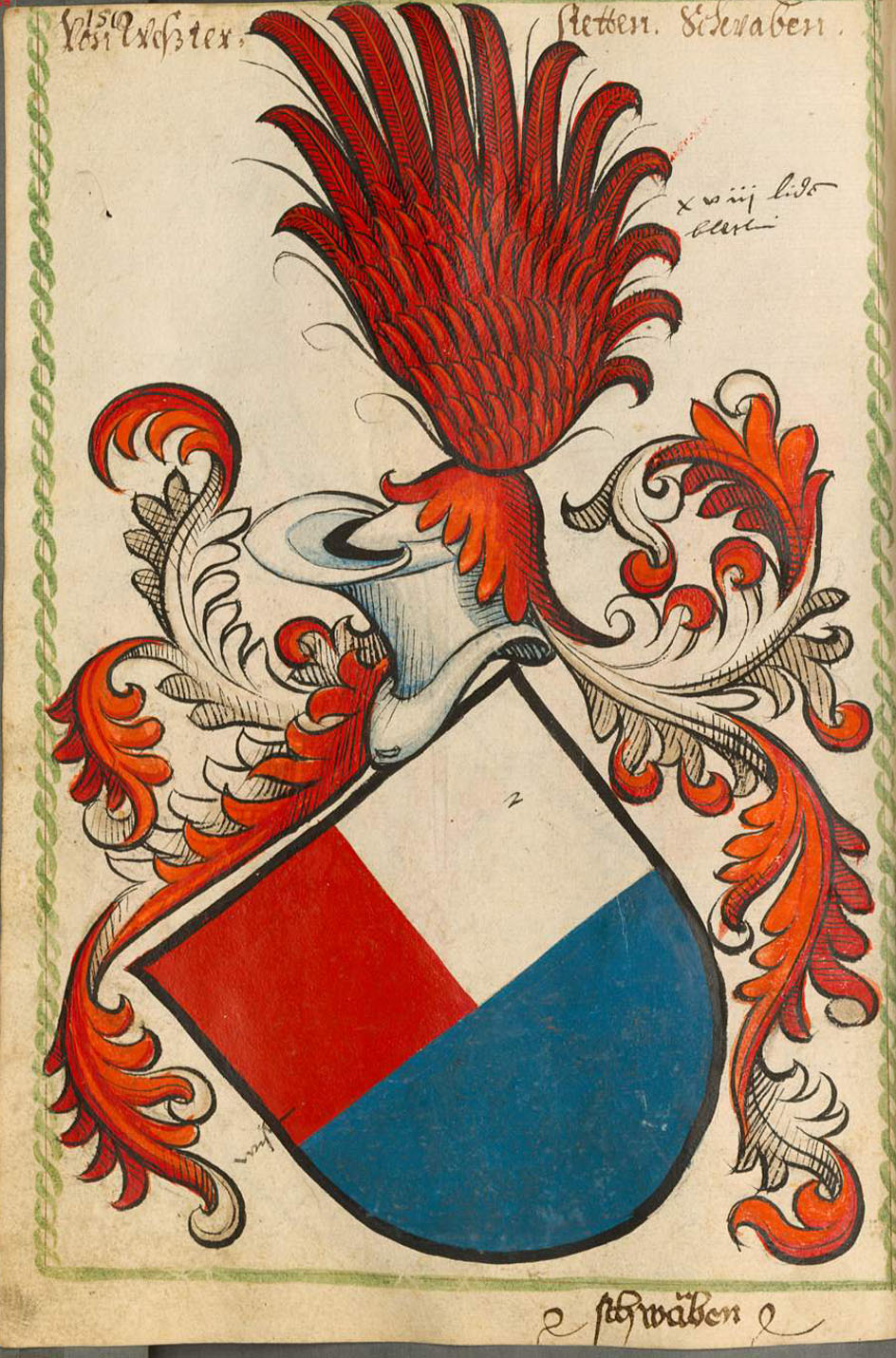
Scheibler'sches Wappenbuch, älterer Teil, um 1465
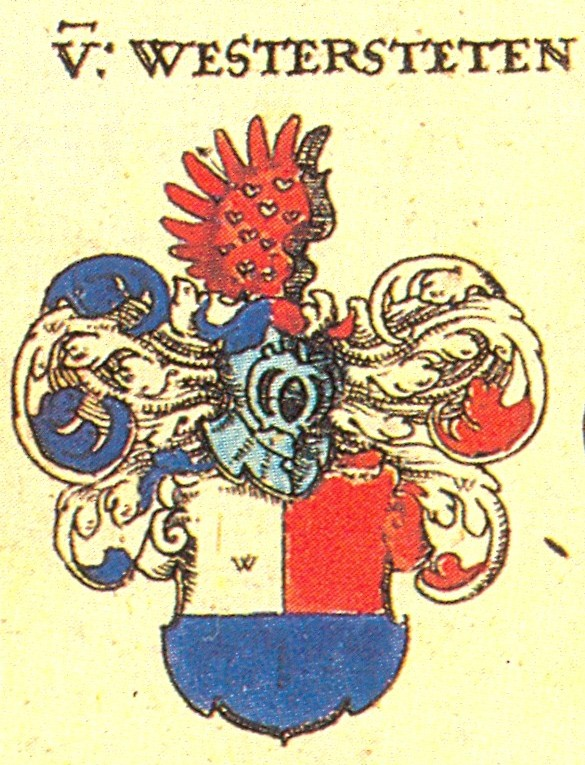
Siebmachers Wappenbuch von 1605